# Fascination (film, 1934)
Pour les articles homonymes, voir Glamour (homonymie).
Pour plus de détails, voir Fiche technique et Distribution.
Fascination (Glamour) est un film américain réalisé par William Wyler, sorti en 1934.

## Synopsis
Une ambitieuse choriste épouse un compositeur prometteur.

## Fiche technique
- Titre original : Glamour
- Titre français : Fascination
- Réalisation : William Wyler
- Scénario : Edna Ferber et Doris Anderson
- Photographie : George Robinson
- Montage : Ted J. Kent
- Musique : Howard Jackson
- Société de production : Universal Pictures
- Pays de production : États-Unis
- Format : Noir et blanc - 1,37:1 - Mono
- Genre : drame et film musical
- Date de sortie : 1934

## Distribution
- Paul Lukas : Victor Banki
- Constance Cummings : Linda Fayne
- Phillip Reed : Lorenzo Valenti
- Joseph Cawthorn : Ibsen
- Doris Lloyd : Nana
- Lyman Williams : Forsyth
- Phil Tead : Jimmy
- Luis Alberni : Monsieur Paul
- Yola d'Avril : Renee
- Alice Lake : Secretary
- Louise Beavers : Millie
- Grace Hayle : Miss Lang (non crédité)
- Olaf Hytten : Dobbs (non crédité)
- May Beatty : Journaliste (non crédité)
- Nora Cecil : une infirmière (non créditée)
- Claire Du Brey : une infirmière (non créditée)
- Lois January (non créditée)
- Sheila Bromley (non créditée)
- Bobby Watson (non crédité)